# モルマンノ
モルマンノ（イタリア語: Mormanno）は、イタリア共和国カラブリア州コゼンツァ県にある、人口約3,000人の基礎自治体（コムーネ）。

## 地理

### 位置・広がり

#### 隣接コムーネ
隣接するコムーネは以下の通り。括弧内のPZはポテンツァ県所属を示す。
- ライーノ・カステッロ
- モラーノ・カーラブロ
- オルソマルソ
- パパジーデロ
- ロトンダ (PZ)
- サラチェーナ

## 姉妹都市
- サヴィリアーノ、イタリア